# بوسه بر بال‌های پروانه
بوسه بر بال‌های پروانه نام یک آلبوم موسیقی بی‌کلام از علی جعفری پویان است. این آلبوم شامل ۳۰ قطعه موسیقی از ساخته‌های ۱۸ آهنگساز ایرانی است که برای سینما، تئاتر و تلویزیون آهنگسازی کرده‌اند.
بوسه بر بال‌های پروانه سومین آلبوم موسیقی از مجموعه آثارِ منتخبی است که «علی جعفری پویان» به عنوان تک‌نواز ویلن اجرا و منتشر کرده‌است.
آهنگسازانی که در این مجموعه آثارشان منتشر شده‌است عبارتند از: مهران اکرمی، آیدین الفت، آرش بادپا، حبیب خزایی‌فر، رضا خسروی، سعید ذهنی، امید رئیس دانا، بابک زرین، محمد سریر، فرزین قره‌گزلو، محمدمهدی گورنگی، رضا مرتضوی، امیر معینی، علی موثقی، آرمان موسی پور، سارا نجفی، بهنود یخچالی و ناصر چشم‌آذر.
مراسم رونمایی این آلبوم در ۲۶ اردیبهشت ۱۳۹۸ در کتابخانهٔ حوض نقره در مجموعهٔ بام لند تهران با حضور هنرمندان، هنردوستان و دست‌اندرکاران، برگزار و توسط مؤسسه نشر و پخش جوان منتشر شد.